# Falkenberg (Tirschenreuth járás)
Falkenberg település Németországban, azon belül Bajorországban. Lakosainak száma 918 fő (2023. december 31.). Falkenberg Wiesau és Mitterteich községekkel határos.

## Népesség
A település népessége az elmúlt években az alábbi módon változott:
| Lakosok száma | 716  | 920  | 833  | 946  | 961  | 959  | 943  | 951  | 932  | 918  |
|               | 1875 | 1950 | 1975 | 1987 | 2012 | 2014 | 2016 | 2017 | 2021 | 2023 |